# Nerkoonjärvi
Nerkoonjärvi är en sjö i Finland. Den ligger i kommunen Kihniö i landskapet Birkaland, i den sydvästra delen av landet, 240 km norr om huvudstaden Helsingfors. Nerkoonjärvi ligger 142,7 meter över havet. I omgivningarna runt Nerkoonjärvi växer i huvudsak blandskog. Den är 16 meter djup. Arean är 15,16 kvadratkilometer och strandlinjen är 63,03 kilometer lång. Sjön  ingår i Kumo älvs huvudavrinningsområde. 